# Anne Marie
Pour les articles homonymes, voir Anne-Marie (homonymie).
Anne Marie est un roman de Lucien Bodard publié en septembre 1981 et ayant obtenu le prix Goncourt la même année.

## Historique
Le roman fait partie de la liste finale du prix Goncourt aux côtés La Grande Vie de Roger Bordier et de La Nuit du décret de Michel del Castillo (soutenu par Michel Tournier) et l'emporte au cinquième tour de scrutin. Le livre rencontre un très grand succès de vente avec plus d'un million d'exemplaires vendus et permettra une seconde carrière littéraire, de romancier et non plus seulement de journaliste, à son auteur.

## Résumé
Fils unique, Lucien est né en Chine, de parents français. Faisant le sacrifice de son époux, sa mère l'emmène en France, parce que Lucien « ressemble trop à un petit chinois, qu’il lui faut maintenant une éducation bien française ». Ils débarquent tous les deux dans cette France de l'entre-deux-guerres qu’il ne connaît pas. Peu à peu, il va voir sa mère autrement, la découvrir, et ressentir pour elle une multitude de sentiments différents, contradictoires.

## Éditions
- Anne Marie, Éditions Grasset, Paris, 1981  (ISBN 224624241X).